# Zemský okres Birkenfeld
Zemský okres Birkenfeld (německy Landkreis Birkenfeld) je zemský okres v německé spolkové zemi Porýní-Falc. Sídlem správy zemského okresu je město Birkenfeld. Má přibližně 81 tisíc obyvatel. 

## Města a obce
Města:
1. Baumholder
2. Birkenfeld

Obce:
1. Abentheuer
2. Achtelsbach
3. Allenbach
4. Asbach
5. Bergen
6. Berglangenbach
7. Berschweiler bei Baumholder
8. Berschweiler bei Kirn
9. Bollenbach
10. Börfink
11. Breitenthal
12. Bruchweiler
13. Brücken
14. Buhlenberg
15. Bundenbach
16. Dambach
17. Dickesbach
18. Dienstweiler
19. Eckersweiler
20. Elchweiler
21. Ellenberg
22. Ellweiler
23. Fischbach
24. Fohren-Linden
25. Frauenberg
26. Gerach
27. Gimbweiler
28. Gollenberg
29. Gösenroth
30. Griebelschied
31. Hahnweiler
32. Hattgenstein
33. Hausen
34. Heimbach
35. Hellertshausen
36. Herborn
37. Herrstein
38. Hettenrodt
39. Hintertiefenbach
40. Hoppstädten-Weiersbach
41. Horbruch
42. Hottenbach
43. Idar-Oberstein
44. Kempfeld
45. Kirschweiler
46. Kronweiler
47. Krummenau
48. Langweiler
49. Leisel
50. Leitzweiler
51. Mackenrodt
52. Meckenbach
53. Mettweiler
54. Mittelreidenbach
55. Mörschied
56. Niederbrombach
57. Niederhambach
58. Niederhosenbach
59. Niederwörresbach
60. Nohen
61. Oberbrombach
62. Oberhambach
63. Oberhosenbach
64. Oberkirn
65. Oberreidenbach
66. Oberwörresbach
67. Reichenbach
68. Rhaunen
69. Rimsberg
70. Rinzenberg
71. Rohrbach
72. Rötsweiler-Nockenthal
73. Rückweiler
74. Ruschberg
75. Schauren
76. Schmidthachenbach
77. Schmißberg
78. Schwerbach
79. Schwollen
80. Sensweiler
81. Sien
82. Sienhachenbach
83. Siesbach
84. Sonnenberg-Winnenberg
85. Sonnschied
86. Stipshausen
87. Sulzbach
88. Veitsrodt
89. Vollmersbach
90. Weiden
91. Weitersbach
92. Wickenrodt
93. Wilzenberg-Hußweiler
94. Wirschweiler